# Дёмино (Московская область)
Дёмино — деревня в Шатурском муниципальном районе Московской области, в составе сельского поселения Пышлицкое. Расположена в юго-восточной части Московской области в 5 км к западу от озера Дубового. Население — 10 чел. (2013). Входит в культурно-историческую местность Ялмать.

## Название
В письменных источниках деревня упоминается как Демина или Демино. В Сборнике статистических сведений по Рязанской губернии (1887 год) и работе И. И. Проходцова «Населённые места Рязанской губернии» (1906 год) у деревни появляется второе название — Демино, Барсуки тож.
Название связано с Дёма, разговорной формой ряда календарных имён (Демьян, Дементий, Демид), или с фамилией на её основе. Второе название Барсуки происходит от некалендарного личного имени Барсук. Форма множественного числа характерна для названий, образованных от наименований животных.
Местные жители произносят название деревни как Демино или Дёмино.

## Физико-географическая характеристика

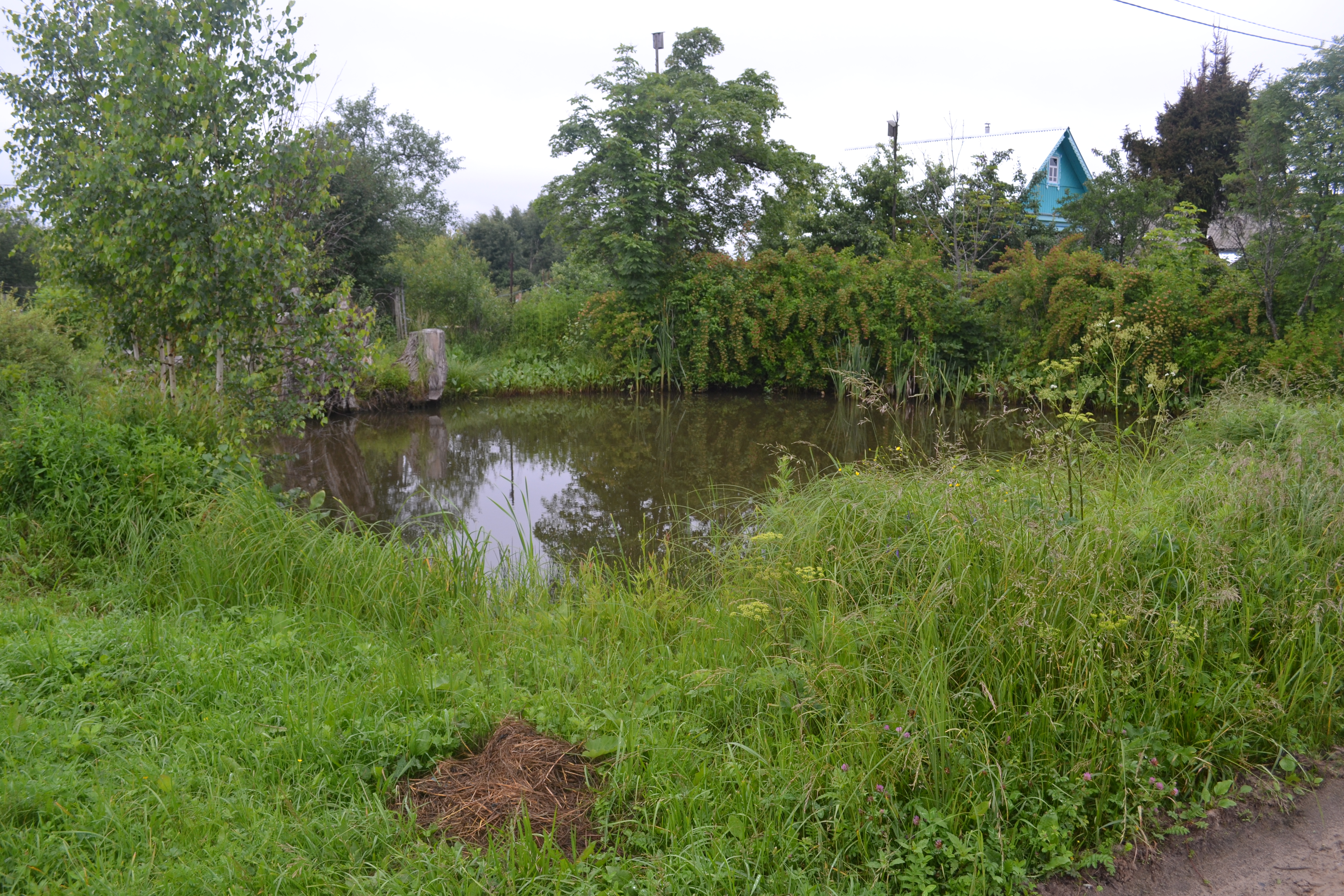
Пруд в деревне Дёмино

Деревня расположена в пределах Мещёрской низменности, относящейся к Восточно-Европейской равнине, на высоте 125 м над уровнем моря. Рельеф местности равнинный. Со всех сторон деревня, как и большинство соседних селений, окружена полями. В 5 км к востоку от деревни расположено озеро Дубовое, одно из Клепиковских озёр, через которые протекает река Пра.
По автомобильной дороге расстояние до МКАД составляет около 170 км, до районного центра, города Шатуры, — 65 км, до ближайшего города Спас-Клепики Рязанской области — 26 км, до границы с Рязанской областью — 10 км. Ближайший населённый пункт — деревня Горелово, непосредственно примыкает к Дёмино с юго-восточной стороны.
Деревня находится в зоне умеренно континентального климата с относительно холодной зимой и умеренно тёплым, а иногда и жарким, летом. В окрестностях деревни распространены дерново-подзолистые почвы с преобладанием суглинков и глин.
В деревне, как и на всей территории Московской области, действует московское время.

## История
Деревня Дёмино возникла как выселок из деревни Филисово.

### С XVIII века до 1861 года

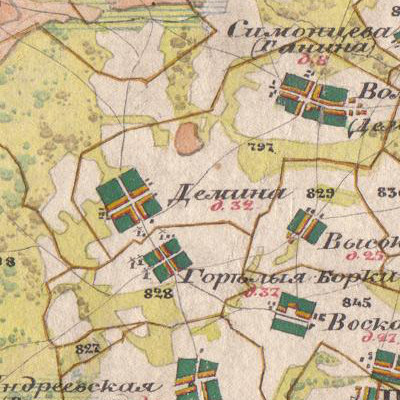
Деревня Дёмино на карте 1850 года

С конца XVIII до начала XX века Дёмино входило в Егорьевский уезд Рязанской губернии.
В Экономических примечаниях к планам Генерального межевания, работа над которыми проводилась в 1771—1781 гг., деревня описана следующим образом:

Деревня Волово и Демино Аграфены Григорьевны дочери Козодавлевой, жены Осипа Петровича Козодавлева (58 дворов, 201 мужчина, 155 женщин). На суходоле, земля иловатая, хлеб и покосы средственны, лес дровяной, крестьяне на оброке
В начале XIX века деревня принадлежала статскому советнику и кавалеру Осипу Петровичу Козодавлеву. С 1847 года деревней владела помещица Маркова.
В Отечественной войне 1812 года погиб житель деревни, ополченец Иванов Федот Емельянович, 19 лет.
По данным X ревизии 1858 года, деревня принадлежала губернскому секретарю Николаю Яковлевичу Николаеву. По сведениям 1859 года Демино — владельческая деревня 1-го стана Егорьевского уезда по левую сторону Касимовского тракта, при колодцах. На момент отмены крепостного права владельцем деревни был помещик Николев.

### 1861—1917
После реформы 1861 года из крестьян деревни было образовано одно сельское общество, которое вошло в состав Архангельской волости.
В 1885 году был собран статистический материал об экономическом положении селений и общин Егорьевского уезда. В деревне было общинное землевладение. Земля была поделена по работникам. Переделы мирской земли (пашни и луга) происходили редко. В общине был только дровяной лес, который рубили ежегодно. Леса для отопления не хватало, поэтому крестьянам приходилось покупать дрова. В наделе имелась глина, которую не использовали. Надельная земля находилась в четырёх отдельных участках, некоторые из них находились от селения в 10 верстах, а один даже в Касимовском уезде по левую сторону реки Пры. Сама деревня находилась в середине участка, находившегося при селении. Пашня была разделена на 66 участков. Длина душевых полос от 8 до 150 сажень, а ширина от 1 до 2 аршин.
Почвы были супесчаные и суглинистые с примесью ила, пашни — бугроватые, луга — болотистые, но были и сухие. Прогоны были неудобные, в связи с чем крестьяне совместно с крестьянами деревень Горелово, Волово и Якушевичи арендовали пастбища и покосы у крестьян сёл Мервино и Борки Рязанского уезда. В деревне было два пруда и у каждого двора колодцы с хорошей водой. Своего хлеба не хватало, поэтому его покупали в селе Архангельском или в своей деревни у торговцев. Сажали рожь, овёс, гречиху и картофель. У крестьян было 41 лошадь, 160 коров, 344 овцы, 77 свиней, а также 39 плодовых деревьев и 10 колодок пчёл. Избы строили деревянные, крыли деревом и железом, топили по-белому.
Деревня входила в приход села Архангельское, там же находилась ближайшая школа. В самой деревне имелась мельница. Главным местным промыслом среди женщин было вязание сетей для рыбной ловли и сбор коры для дубления кож. Многие мужчины были плотниками. Отхожими промыслами занимались 75 мужчин, из них 2 приказчика и 73 плотника, а также одна женщина, работавшая кухаркой. На заработки уходили в Москву, Московскую и Тамбовскую губернии, в Ростов-на-Дону и другие места.
По данным 1905 года в деревне имелась одна ветряная мельница. Основным отхожим промыслом оставалось плотничество. Ближайшее почтовое отделение и земская лечебница находились в селе Архангельском.

### 1917—1991
В 1919 году деревня Дёмино в составе Архангельской волости была передана из Егорьевского уезда во вновь образованный Спас-Клепиковский район Рязанской губернии. В 1921 году Спас-Клепиковский район был преобразован в Спас-Клепиковский уезд, который в 1924 году был упразднён. После упразднения Спас-Клепиковского уезда деревня передана в Рязанский уезд Рязанской губернии. В 1925 году произошло укрупнение волостей, в результате которого деревня оказалась в укрупнённой Архангельской волости. В ходе реформы административно-территориального деления СССР в 1929 году деревня вошла в состав Дмитровского района Орехово-Зуевского округа Московской области. В 1930 году округа были упразднены, а Дмитровский район переименован в Коробовский.
В 1930 году деревня Дёмино входила в Гореловский сельсовет Коробовского района Московской области.
В начале 30-х годов в деревне был организован колхоз «Свобода». Известные председатели колхоза: Чушкин (1932—1934), Селезнёва (1935 год), Смирнов (с апреля 1935 года), Соколов (с мая 1936 года), Аристархов (1938 год), Митин (1939—1940 гг.), Мятин (1946, 1948 гг.).
Дети из деревни Дёмино посещали школы, расположенные в близлежащих населённых пунктах: начальную школу в Горелово и семилетнюю (позже — десятилетнюю) школу в селе Архангельское.
В конце 1930-х годов жертвой политических репрессий стала жительница деревни Шлепкина Варвара Яковлевна.

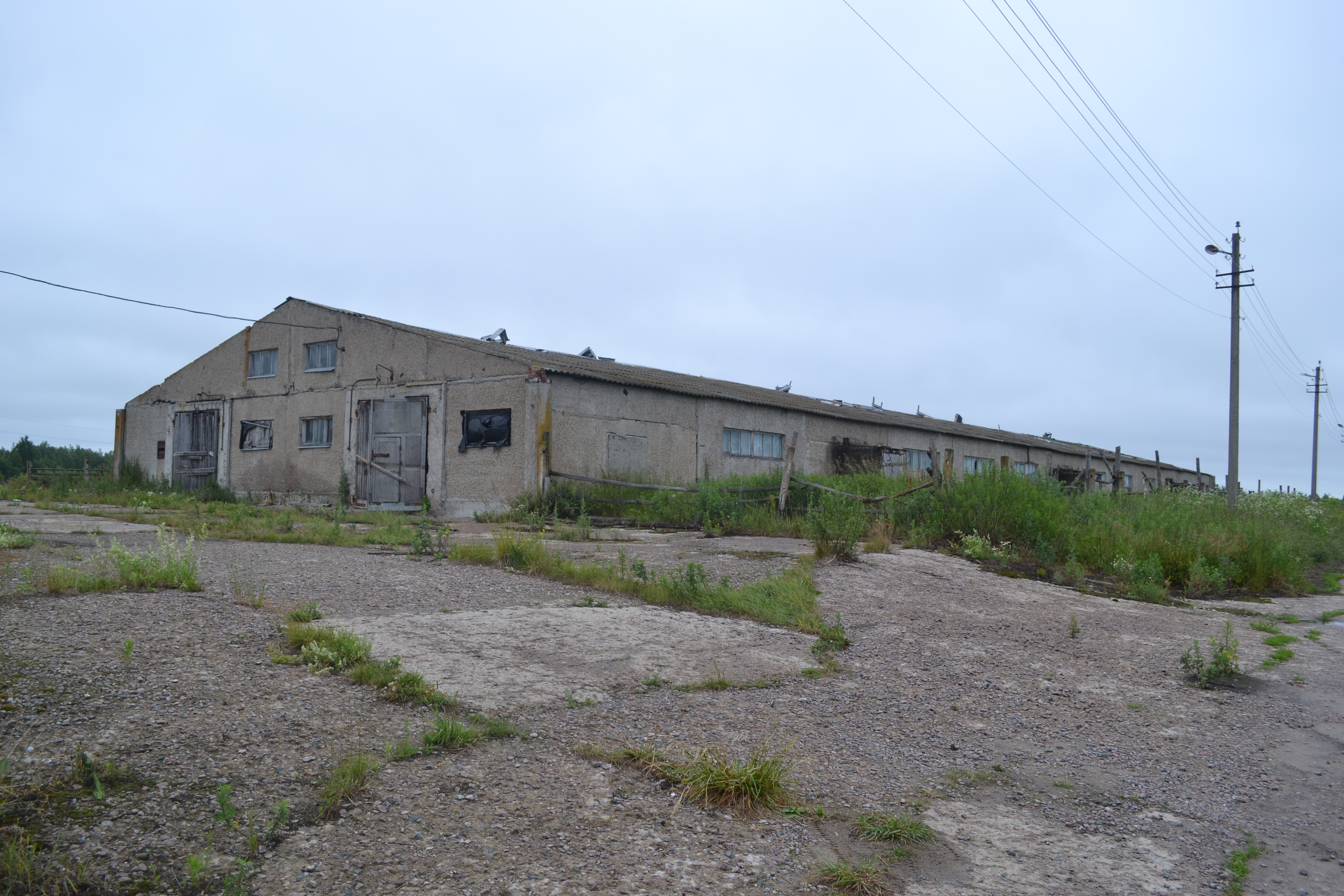
Заброшенная ферма в деревне

Во время Великой Отечественной войны в армию были призваны 62 жителя деревни. Из них 13 человек погибли и 11 пропали без вести. Шестеро уроженцев деревни были награждены боевыми орденами и медалями:
- Епишин Алексей Иванович (1922 г.р.) — призван в 1941 году, служил в 152 запасном стрелковом полку, демобилизован в 1947 году в звании красноармейца, был награждён медалями «За боевые заслуги» и «За победу над Германией»;
- Кузькин Павел Иванович (1903 г.р.) — призван в 1941 году, демобилизован в 1945 году, был награждён медалями «За оборону Москвы», «За оборону Ленинграда», «За оборону Кавказа» и «За победу над Германией»;
- Морозов Тимофей Тимофеевич (1905 г.р.) — призван в 1941 году, демобилизован в 1945 году, был награждён медалями «За оборону Москвы» и «За победу над Германией»;
- Савушкин Александр Петрович — Герой Советского Союза, был награждён боевыми орденами и медалями;
- Фонькин Иван Яковлевич (1923 г.р.) — призван в 1941 году, был награждён медалью «За победу над Японией»;
- Хватов Сергей Иванович (1922 г.р.) — призван в 1941 году, служил в звании младшего лейтенанта, был в плену в 1942—1945 гг., был награждён орденом Отечественной войны II степени[29].

В 1951 году было произведено укрупнение колхозов, в результате которого деревня Дёмино вошла в колхоз им. Хрущёва, впоследствии в ходе второго укрупнения в 1958 году деревня вошла в колхоз «40 лет Октября».
В 1954 году деревня была передана из упразднённого Гореловского сельсовета в Пышлицкий сельсовет.
3 июня 1959 года Коробовский район был упразднён, Пышлицкий сельсовет передан Шатурскому району.
В 1960 году был создан совхоз «Пышлицкий», в который вошли все соседние деревни, в том числе Дёмино.
С конца 1962 года по начало 1965 года Дёмино входило в Егорьевский укрупнённый сельский район, созданный в ходе неудавшейся реформы административно-территориального деления, после чего деревня в составе Пышлицкого сельсовета вновь передана в Шатурский район.

### С 1991 года
В 1994 году в соответствии с новым положением о местном самоуправлении в Московской области Пышлицкий сельсовет был преобразован в Пышлицкий сельский округ. В 2005 году образовано Пышлицкое сельское поселение, в которое вошла деревня Дёмино.

## Население
| 1812 | 1858 | 1859 | 1868 | 1885 | 1905 | 1970 |
| ---- | ---- | ---- | ---- | ---- | ---- | ---- |
| 182  | ↗293 | ↘290 | ↗315 | ↗376 | ↗427 | ↘97  |
| 1993 | 2002 | 2006 | 2010 | 2011 | 2013 |      |
| ↘21  | ↘11  | ↘9   | ↗11  | ↘9   | ↗10  |      |

В переписях за 1812, 1858 (X ревизия), 1859 и 1868 годы учитывались только крестьяне. Число дворов и жителей: в 1812—182 чел.; в 1850 году — 32 двора; в 1858 году — 132 муж., 161 жен.; в 1859 году — 41 двор, 130 муж., 160 жен.; в 1868 году — 40 дворов, 149 муж., 166 жен.
В 1885 году был сделан более широкий статистический обзор. В деревне проживало 376 крестьян (58 дворов, 169 муж., 207 жен.), из 63 домохозяев семеро не имели своего двора, а у двоих было две и более избы. На 1885 год грамотность среди крестьян деревни составляла 9 % (34 человека из 376), также было 5 учащихся (3 мальчика и 2 девочки).
В 1905 году в деревне проживало 427 человек (64 двора, 207 муж., 220 жен.). Со второй половины XX века численность жителей деревни постепенно уменьшалась: в 1970 году — 37 дворов, 97 чел.; в 1993 году — 24 двора, 21 чел.; в 2002 году — 11 чел. (1 муж., 10 жен.).
По результатам переписи населения 2010 года в деревне проживало 11 человек (3 муж., 8 жен.), все старше трудоспособного возраста.
Жители деревни по национальности русские (по переписи 2002 года — 100 %).
Деревня входила в область распространения Лекинского говора, описанного академиком А. А. Шахматовым в 1914 году.

## Социальная инфраструктура
Ближайшие предприятия торговли, дом культуры, библиотека и операционная касса «Сбербанка России» расположены в селе Пышлицы. Медицинское обслуживание жителей деревни обеспечивают Пышлицкая амбулатория, Коробовская участковая больница и Шатурская центральная районная больница. Ближайшее отделение скорой медицинской помощи расположено в Дмитровском Погосте. Дёмино закреплено за Пышлицкой средней общеобразовательной школой, однако детей школьного возраста в деревне нет.
Пожарную безопасность в деревне обеспечивают пожарные части № 275 (пожарные посты в селе Дмитровский Погост и деревне Евлево) и № 295 (пожарные посты в посёлке санатория «Озеро Белое» и селе Пышлицы).
Деревня электрифицирована, но не газифицирована. Центральное водоснабжение отсутствует, потребность в пресной воде обеспечивается общественными и частными колодцами.
Для захоронения умерших жители деревни, как правило, используют кладбище, расположенное около села Пышлицы. До середины XX века рядом с кладбищем находилась Архангельская церковь, в состав прихода которой входила деревня Дёмино.

## Транспорт и связь
Рядом с деревней проходит асфальтированная автомобильная дорога общего пользования Дубасово-Сычи-Пышлицы, на которой имеется остановочный пункт маршрутных автобусов «Демино». Деревня связана автобусным сообщением с селом Дмитровский Погост и деревней Гришакино (маршрут № 40), а также с городом Москвой (маршрут № 327, «Перхурово — Москва (м. Выхино)»). Ближайшая железнодорожная станция Кривандино Казанского направления находится в 55 км по автомобильной дороге. Прямые автобусные маршруты до районного центра, города Шатуры, и станции Кривандино отсутствуют.
В деревне доступна сотовая связь (2G и 3G), обеспечиваемая операторами «Билайн», «МегаФон» и «МТС». Ближайшее отделение почтовой связи, обслуживающее жителей деревни, находится в селе Пышлицы.